# Rudolf Leuckart
Carl Louis Rudolf Alexander Leuckart (Gießen, 23 juni 1854 – Leipzig, 24 juli 1889) was een Duits scheikundige. Hij was de zoon van de zoöloog Rudolf Leuckart.
Hij studeerde aan de universiteiten van Heidelberg en Leipzig, waar hij ook promoveerde in 1879. Hij vervolgde zijn studie aan de universiteit van München. Op de universiteit van Göttingen was hij werkzaam als assistent, docent en ten slotte hoogleraar en werkte hij samen met onder anderen Hans Hübner en Victor Meyer.
De Leuckart-Wallach-reactie, de omzetting van een keton tot amine, is terug te voeren op het onderzoek van Leuckart (1885) en Otto Wallach (1892).